# Cotești, Argeș
Cotești este un sat în comuna Godeni din județul Argeș, Muntenia, România.